# Nouart
Nouart est une commune française, située dans le département des Ardennes en région Grand Est.

## Géographie
|         | Belval-Bois-des-Dames | Beaufort-en-Argonne Meuse |
| Fossé   | Nouart                |                           |
| Buzancy |                       | Tailly                    |

### Hydrographie
La commune est traversée par la ligne de partage des eaux entre  les bassins hydrographiques Rhin-Meuse et Seine-Normandie. Elle est drainée par la Wiseppe, le ruisseau le Champy et le ruisseau Dit Les Goffes,.
La Wiseppe, d'une longueur de 22 km, prend sa source dans la commune de Tailly et se jette  dans la Meuse à Stenay, après avoir traversé neuf communes.

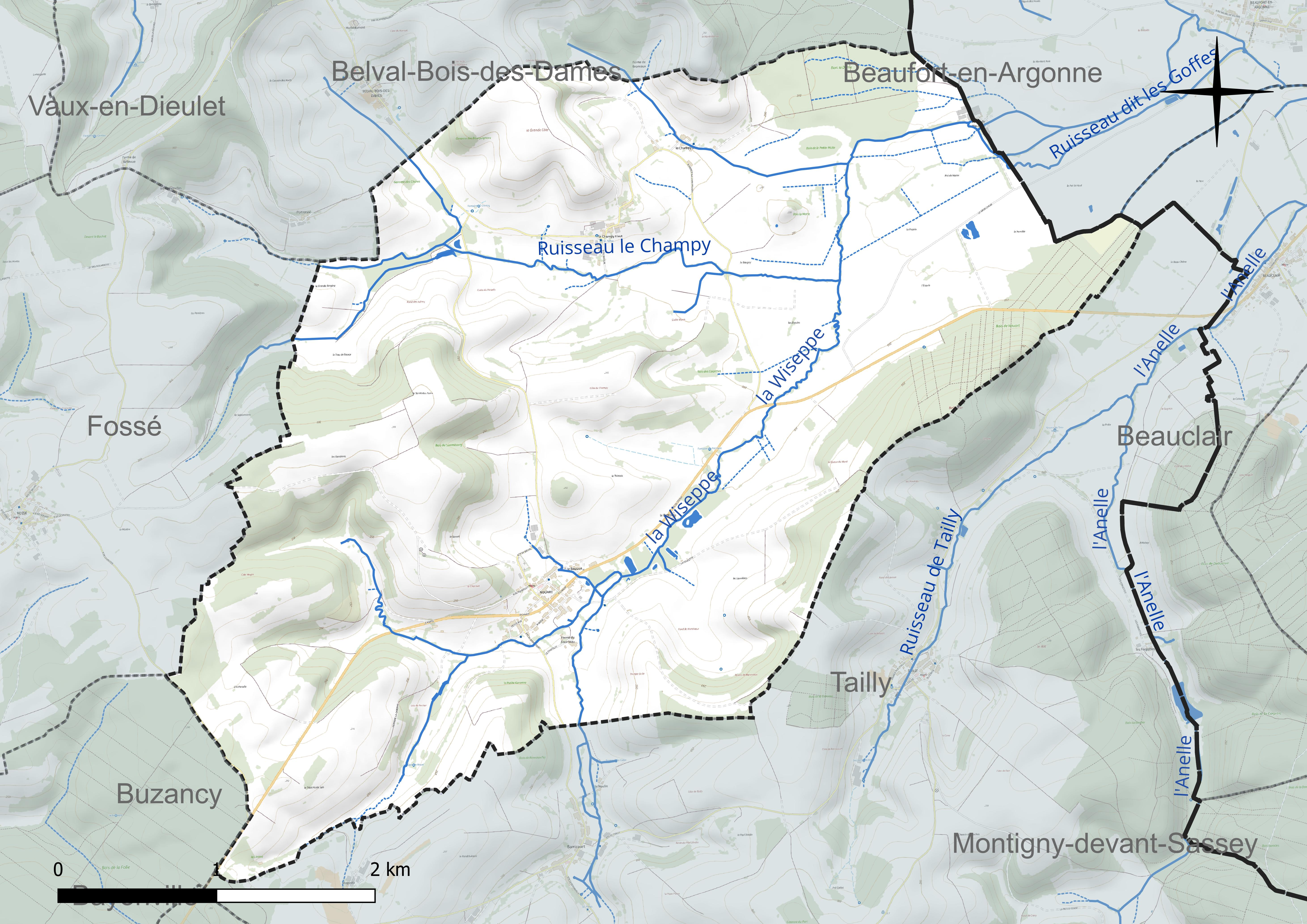
Réseau hydrographique de Nouart.

### Climat
Pour des articles plus généraux, voir Climat du Grand Est et Climat des Ardennes.
En 2010, le climat de la commune est de type climat de montagne, selon une étude du Centre national de la recherche scientifique s'appuyant sur une série de données couvrant la période 1971-2000. En 2020, Météo-France publie une typologie des climats de la France métropolitaine dans laquelle la commune est exposée à un climat océanique altéré et est dans la région climatique Lorraine, plateau de Langres, Morvan, caractérisée par un hiver rude (1,5 °C), des vents modérés et des brouillards fréquents en automne et hiver.
Pour la période 1971-2000, la température annuelle moyenne est de 9,7 °C, avec une amplitude thermique annuelle de 15,9 °C. Le cumul annuel moyen de précipitations est de 981 mm, avec 13,9 jours de précipitations en janvier et 9,5 jours en juillet. Pour la période 1991-2020, la température moyenne annuelle observée sur la station météorologique de Météo-France la plus proche, « Buzancy_sapc », sur la commune de Buzancy à 7 km à vol d'oiseau, est de 10,9 °C et le cumul annuel moyen de précipitations est de 862,0 mm. 
La température maximale relevée sur cette station est de 40,7 °C, atteinte le 25 juillet 2019 ; la température minimale est de −15,8 °C, atteinte le 20 décembre 2009,,.
Les paramètres climatiques de la commune ont été estimés pour le milieu du siècle (2041-2070) selon différents scénarios d'émission de gaz à effet de serre à partir des nouvelles projections climatiques de référence DRIAS-2020. Ils sont consultables sur un site dédié publié par Météo-France en novembre 2022.

## Urbanisme

### Typologie
Au 1er janvier 2024, Nouart est catégorisée commune rurale à habitat dispersé, selon la nouvelle grille communale de densité à 7 niveaux définie par l'Insee en 2022.
Elle est située hors unité urbaine et hors attraction des villes,.

### Occupation des sols
L'occupation des sols de la commune, telle qu'elle ressort de la base de données européenne d’occupation biophysique des sols Corine Land Cover (CLC), est marquée par l'importance des territoires agricoles (77,7 % en 2018), une proportion sensiblement équivalente à celle de 1990 (77,2 %). La répartition détaillée en 2018 est la suivante : 
prairies (48,9 %), terres arables (24,2 %), forêts (20,1 %), zones agricoles hétérogènes (4,6 %), zones urbanisées (1,6 %), milieux à végétation arbustive et/ou herbacée (0,7 %). L'évolution de l’occupation des sols de la commune et de ses infrastructures peut être observée sur les différentes représentations cartographiques du territoire : la carte de Cassini (XVIIIe siècle), la carte d'état-major (1820-1866) et les cartes ou photos aériennes de l'IGN pour la période actuelle (1950 à aujourd'hui).

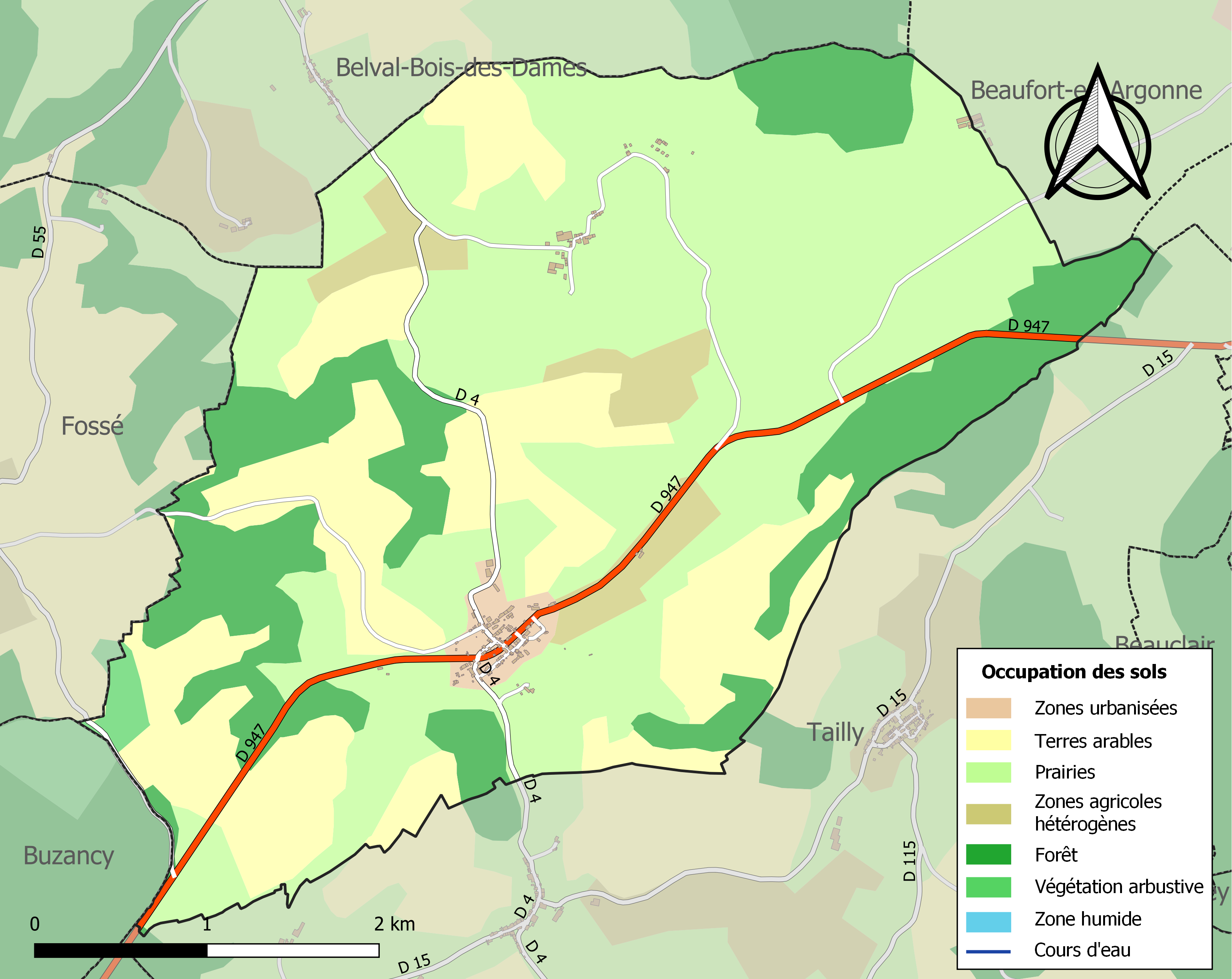
Carte des infrastructures et de l'occupation des sols de la commune en 2018 (CLC).

## Histoire
Le 29 août 1870, dans le cadre de la guerre franco-prussienne a lieu la bataille de Nouart qui voit la 46e brigade d’infanterie du XIIe corps royal de Saxe du prince Georges Ier vaincre le Ve corps de l'Empire français de Pierre Louis Charles de Failly.

## Politique et administration
| Période                                  | Période      | Identité               | Étiquette | Qualité            |
| ---------------------------------------- | ------------ | ---------------------- | --------- | ------------------ |
| avant 1812                               | après 1821   | Pierre-Auguste Richard |           | Notaire            |
| avant 1840                               | après 1840   | Pierre Raux            |           |                    |
| 1879                                     |              | Leclerc                |           |                    |
| mars 2001                                | mars 2014    | Xavier Pertus          | UMP       | Conseiller général |
| mars 2014                                | juillet 2020 | Pascale Melin          |           |                    |
| juillet 2020                             | En cours     | Xavier Pertus          |           |                    |
| Les données manquantes sont à compléter. |              |                        |           |                    |

## Démographie
L'évolution du nombre d'habitants est connue à travers les recensements de la population effectués dans la commune depuis 1793. Pour les communes de moins de 10 000 habitants, une enquête de recensement portant sur toute la population est réalisée tous les cinq ans, les populations de référence des années intermédiaires étant quant à elles estimées par interpolation ou extrapolation. Pour la commune, le premier recensement exhaustif entrant dans le cadre du nouveau dispositif a été réalisé en 2004.

En 2022, la commune comptait 110 habitants, en évolution de −27,15 % par rapport à 2016 (Ardennes : −2,97 %, France hors Mayotte : +2,11 %).
| 1793 | 1800 | 1806 | 1821 | 1831 | 1836 | 1841 | 1846 | 1851 |
| ---- | ---- | ---- | ---- | ---- | ---- | ---- | ---- | ---- |
| 575  | 528  | 729  | 724  | 816  | 829  | 865  | 865  | 886  |

| 1866 | 1872 | 1876 | 1881 | 1886 | 1891 | 1896 | 1901 | 1906 |
| ---- | ---- | ---- | ---- | ---- | ---- | ---- | ---- | ---- |
| 756  | 687  | 670  | 640  | 602  | 600  | 580  | 550  | 480  |

| 1911 | 1921 | 1926 | 1931 | 1936 | 1946 | 1954 | 1962 | 1968 |
| ---- | ---- | ---- | ---- | ---- | ---- | ---- | ---- | ---- |
| 467  | 344  | 323  | 326  | 333  | 294  | 290  | 250  | 240  |

| 1975 | 1982 | 1990 | 1999 | 2004 | 2006 | 2009 | 2014 | 2019 |
| ---- | ---- | ---- | ---- | ---- | ---- | ---- | ---- | ---- |
| 185  | 167  | 124  | 140  | 141  | 142  | 145  | 148  | 121  |

| 2022 | - | - | - | - | - | - | - | - |
| ---- | - | - | - | - | - | - | - | - |
| 110  | - | - | - | - | - | - | - | - |

## Culture locale et patrimoine

### Lieux et monuments
- Église Saint-Hippolyte de Nouart.
- Chapelle de Nouart.

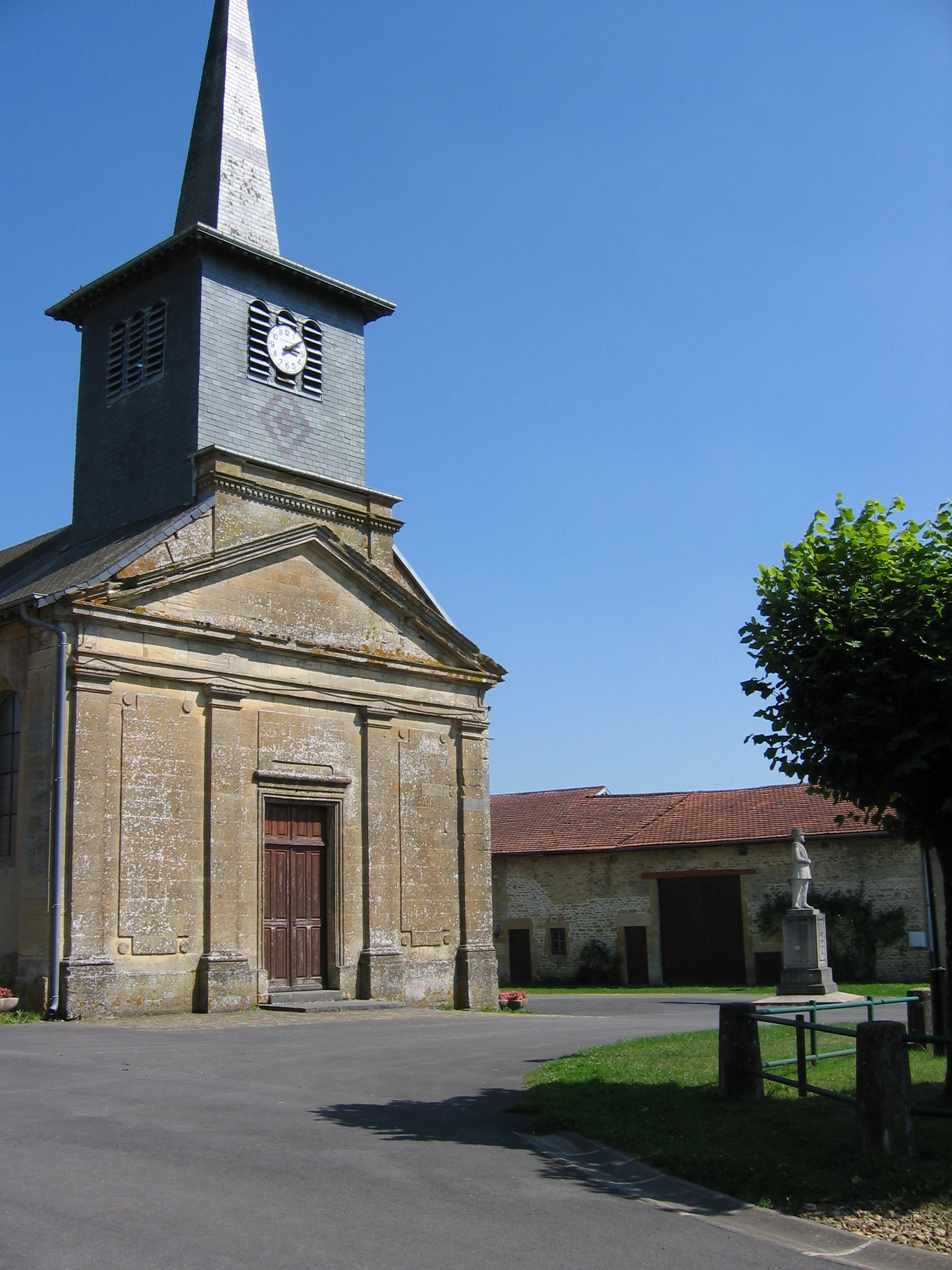
L'église et la statue du général Chanzy né dans cette commune.
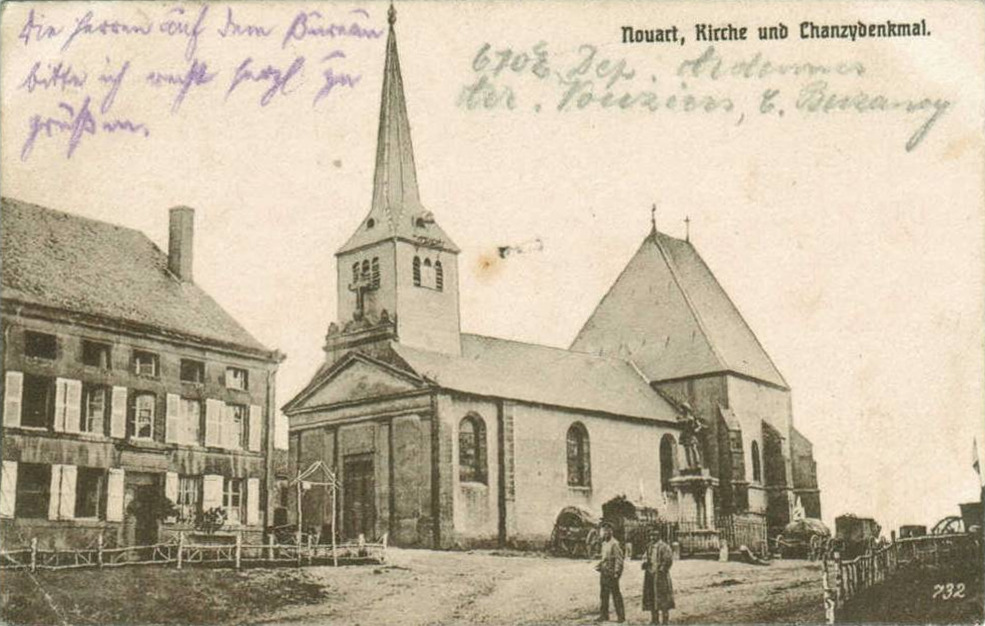
L'église et la statue Chanzy pendant la guerre 1914-1918.
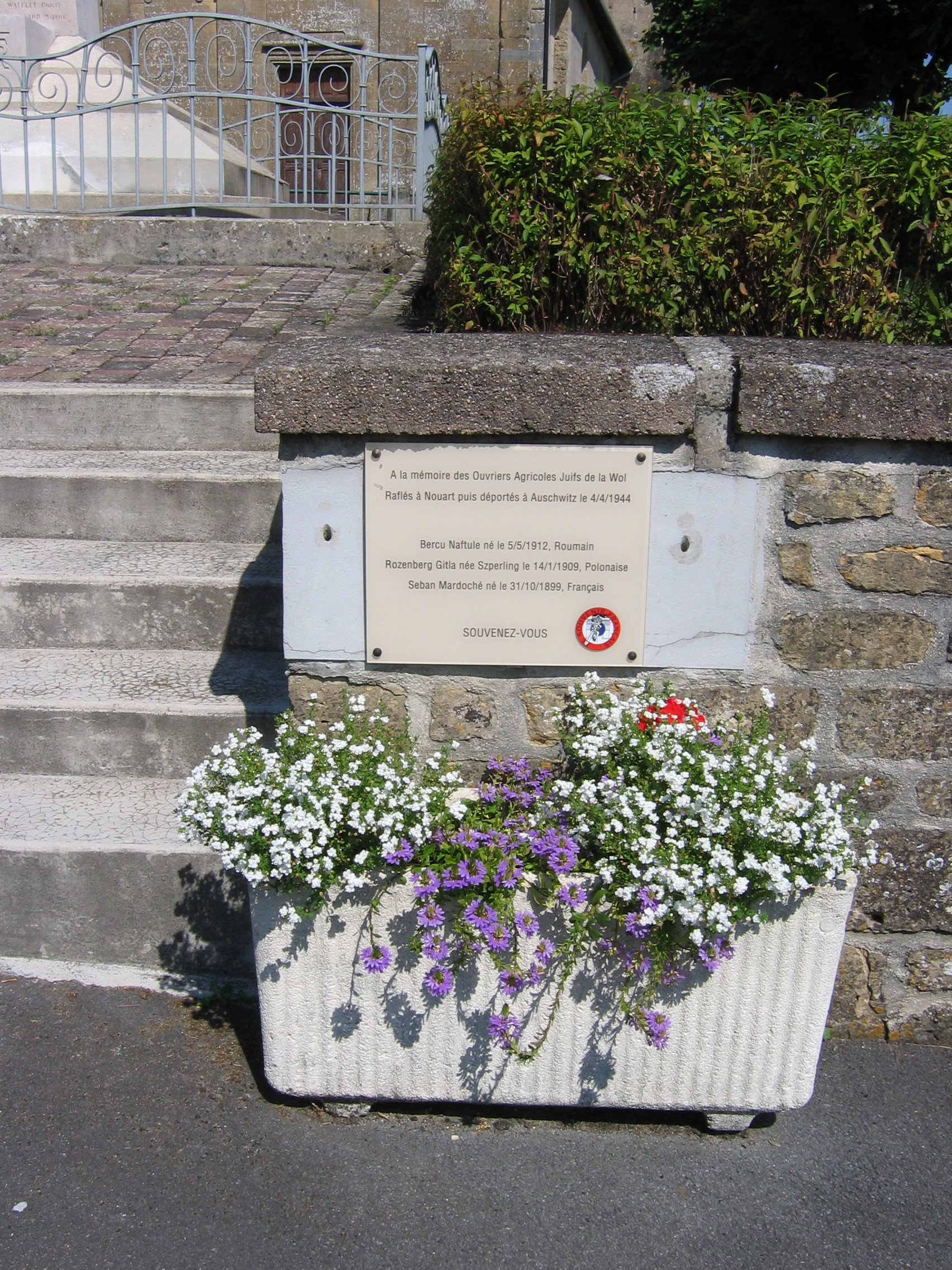
Plaque rappelant la déportation de familles juives par les nazis.

### Personnalités liées à la commune
- Nicolas Drappier (1811-1862), homme politique né à Nouart.
- Alfred Chanzy (1823-1883), général, homme politique et ambassadeur, est né dans la commune.

### Héraldique
| Armes de Nouart | Les armes de Nouart se blasonnent ainsi : de gueules au lion d’or, au chef d’argent chargé d’un pal d’azur surchargé d’une fleur de lys d’or. Création Jean-Jacques Baron, Michel Demoncheaux et Jean-Marie Jolly. Adopté le 9 février 2002. |